# Додекаборид алюминия
Додекаборид алюминия — AlB12, неорганическое соединение бора и алюминия.

## Физические свойства
Коричневые твердые тугоплавкие кристаллы. Плотность 2,55 г/см3.

## Получение
Известны способы синтеза порошков додекаборида алюминия, где элементный бор вводят в расплав алюминия, после чего образовавшиеся кристаллы AlB12 выделяют из расплава. Для этого расплавленный алюминий удаляют через фильтр из стойких материалов — например, графита.
Известен способ, когда вместо элементного бора в расплав алюминия погружают тетрафторборат калия. Эта соль существенно дешевле элементного бора и выпускается в промышленных объёмах. При температуре выше 530°С она разлагается на фторид калия (KF), который с алюминием не взаимодействует, и летучий фторид бора, который при взаимодействии с алюминием дает смесь фторидов и боридов алюминия.
Ещё один способ — алюминотермическое восстановление борного ангидрида:
6B2O3 + 13Al = AlB12 + 6Al2O3

## Применение
Абразив. Поглотитель нейтронов в ядерной технике.